# Danial Achmetov

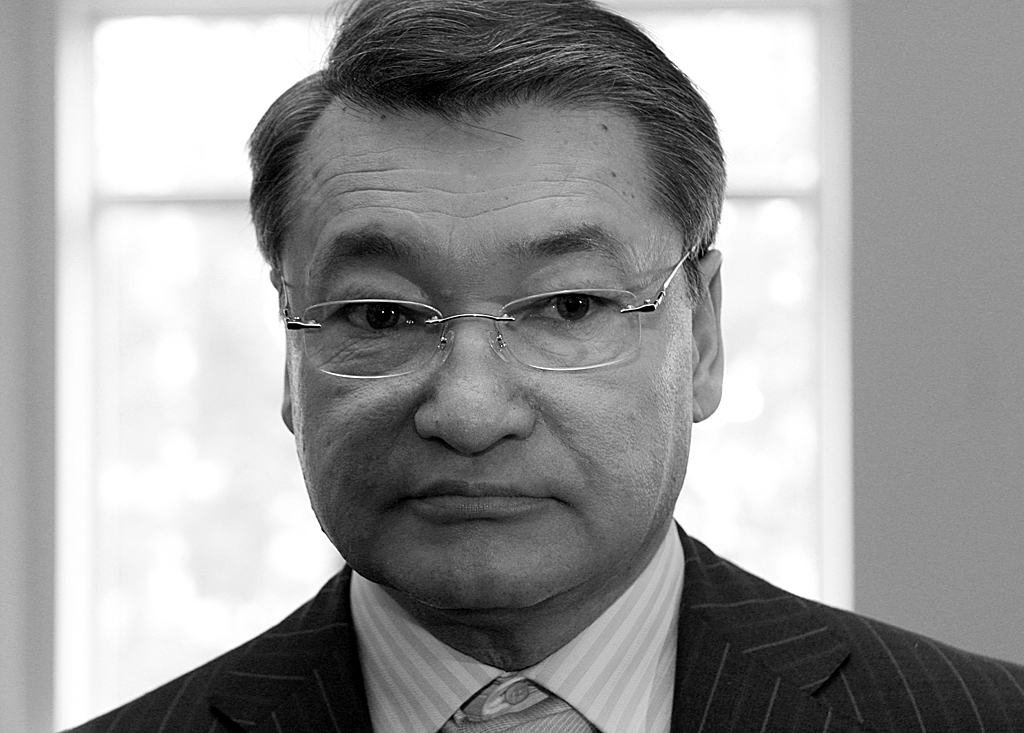
Danial Achmetov

Danial Kenzjetajevitsj Achmetov (Russisch: Даниал Кенжетаевич Ахметов, Kazachs: Даниял Кенжетайұлы Ахметов; Kazachs: Danïyal Kenjetayulı Axmetov) (Pavlodar, 15 juni 1954) is een Kazachs politicus. Van juni 2003 tot januari 2007 was hij eerste minister (Премьер-Министрі/Premer-Mïnïstri), sindsdien zetelt hij als de huidige minister van Defensie van Kazachstan. Hij behoort tot de Russische etnische minderheid van het land.
Achmetov studeerde af aan het industriële instituut van zijn geboortestad en behaalde er een doctoraat in de economische wetenschappen. Hij werkte als bestuurder in de constructiesector van Pavlodar en Ekibastuz, voordat hij in 1987 vicevoorzitter werd van het uitvoerend comité van de stadssovjet van de laatste stad. Van 1991 tot 1992 was hij manager van het energiebedrijf van Ekibastuz, om in 1992 lid te worden van de stadsraad van de stad. Van 1993 tot 1997 was hij gouverneur van oblısı Pavlodar (vanaf 1995 akim). In oktober 1999 werd hij vicepremier van Kazachstan en hield zich toen bezig met zaken met betrekking tot industrie, energievoorziening, landbouw, transport en communicatie en beleid met betrekking tot migratie en demografische ontwikkelingen. Vanaf december 2000 werd het eerste vicepremier van Kazachstan en in december 2001 werd hij wederom akim van oblısı Pavlodar. Nadat premier Imangali Tasmagambetov aftrad over een landhervormingswet voor de landbouw, volgde hij hem op op 13 juni 2003 en wist deze wet wel door te voeren.
Zijn regering is erin geslaagd om de Tenge te stabiliseren en zelfs te herwaarderen ten opzichte van de dollae, al ging dit wel gepaard met een hoge inflatie.
Op 8 januari 2007 trad hij af als eerste minister; twee dagen later wisselde hij van post met zijn opvolger Karim Massimov, toenmalig minister van Defensie. 